# Майяская кухня
Майяская кухня — совокупность традиционных майяских кулинарных блюд и связанных с ними обычаев. Особое место в ней занимала кукуруза, или маис, из которой делались как лепёшки, так и напитки. В кухне майя можно встретить как мясные, так и овощные блюда, алкогольные и безалкогольные напитки, а также широкий ассортимент экзотических фруктов.

## Общая характеристика
Мезоамерика была по-своему уникальным сельскохозяйственным центром. Некоторые культуры, которые там выращивались, не были известны ни в Евразии, ни в Африке, ни в Австралии. Необычные культуры привлекли внимание колонизаторов и стали популярными в Старом Свете.
Кухню майя можно разделить на несколько подгрупп:
- Маисовая выпечка
- Овощные блюда
- Мясные и рыбные блюда
- Фрукты
- Соусы и приправы
- Маисовые напитки
- Шоколадные напитки
- Мёд и напитки из него
- Алкогольные напитки

## Историческая справка
Древнейшие майя (примерно 2000—1000 гг. до н. э.) питались сравнительно скромно. Уже тогда главным объектом земледелия был маис. Также известно, что они употребляли в пищу бобовые и тыквенные. Возможно, тогда же были освоены какао-бобы — главный ингредиент фирменного майяского напитка, популярного и в наши дни. Уже тогда в Центральной Америке была развита торговля и продукты их одних регионов легко попадали в другие. В городе Шикаланго располагался огромный торговый центр, один из крупнейших в тогдашнем мире.

## Обычаи
Испанский хронист Когольюдо упоминает, что майя ели один раз в сутки — за час до захода солнца. Но это не следует понимать буквально.
На рассвете, до начала рабочего дня, майя пили горячий атоле — жидкую кашу. В течение всего дня майя пили холодные напитки посоле и пиноле. Вечером было основательное пищепринятие — приготовленные мясо или рыба, овощи, фрукты, запивая это традиционными напитками.
Сначала ели мужчины, а женщины им прислуживали, а затем уже ели женщины. Принимали пищу обычные майя сидя на полу. После еды мыли руки полоскали ротовую полость от кусочков пищи. У богатых майя соответственно и столы были побогаче, и сидели они не на полу.
Во время религиозных празднеств соль и острый перец не употреблялись, а при некоторых постах — мясо. Наком, военный вождь майя, все три года в должности не мог есть мясо.

## Кукуруза (маис)
Кукуруза, или маис, занимала в майяской культуре особое место. Даже само слово переводится как «кормилица». У майя также были божества, связанные с кукурузой. Майяским богом жатвы и кукурузы был Юм Кааш. Он изображался в виде молодого юноши, его голова была украшена листьями кукурузы и представлял собой раскрывающийся початок кукурузы. Ему также соответствовал иероглиф в виде зерна кукурузы. Кроме того, богиня майя Кукуиц изображалась украшенной листьями кукурузы.

### Роль и виды
Так, майя выращивали несколько сортов кукурузы:
- zac-ixim, ix-nuc-nal — «кукуруза-старуха», сорт имел большой початок и созревал за 6-7 месяцев;
- ix-mehen-nal — «кукуруза-девочка», сорт созревал примерно за 3 месяца;
- chac-choch, хас-in — кукуруза, состоявшая как из белых, так и из чёрных зёрен;
- Особо скороспелые сорта — реей и kay-tel — «песня петуха». Оба сорта созревали за 2 месяца.

Стоит упомянуть заметку испанского хрониста Ф. Васкеса: «Если кто посмотрит внимательно, то обнаружит, что все, что они делают и о чём говорят, связано с кукурузой; они поистине чуть ли не делают из неё божество. Их восхищение и удовлетворение, которое они получали и ещё получают от своих кукурузных полей, так велико, что они забывают жен и детей и все другие радости, как будто маис является их конечной целью и безграничным счастьем».

### Выращивание кукурузы
Сев семян начинался в начале мая. Выращиванием кукурузы у майя занимались только мужчины. Посевы охраняли от вредителей, поля избавляли от сорняков. Почти всегда у майя был высокий урожай, в случае неурожайных годов майя использовали запасы. Из-за методов сеяния почва истощалась уже после трех использований, после этого она становилась урожайной только через 6-10 лет.

### Приготовление
Основные повседневные блюда делались из маиса, а рецепты сохранились до нашего времени. Зерна кукурузы замачивают на ночь в воде с примесью извести, а утром растирают. Из полученной массы пекут лепёшки. Съесть их необходимо, пока они горячие. Как заметил хронист Хименес, «холодная лепёшка тверда, как подошва ботинка, и так же безвкусна». Их можно есть просто так, добавляя соль или перец либо совмещая с другой пищей.
Из маисового теста с добавлением листьев чайи или фасоли, также можно делать тамали — фаршированные мясом пирожки. «Комки, сваренные в воде, нанизанные на веревку, как черные четки, жесткие и безвкусные», не поскупился на описание Хименес.

## Другие культуры

### Картофель
У майя в сельском хозяйстве были популярны различные корнеплоды, главным из которых был сладкий картофель, или батат (Ipomoea batatas L.; майяск. iz).
Разновидности:
- Хикама (Pachyrrhizus erosus; майяск. chicam);
- Юка, или маниока (Manihot esculenia Crantz., майяск. oin);
- Майя, одомашненная;
- Разновидность ксантосомовых (Xanthosoma yucatanense);
- Некий корнеплод-макаль из ксантосомовых.

### Фрукты
Фрукты были, наряду с другими, основной пищей у майя.
Они выращивали и употребляли в пищу такие фрукты:
- Аннона (7 видов — Аnnonа purpurea Мое, A. glabra, A. reticulata L., A. cherimolia Mill., A. diversifolia Saff., A. muricaia L., A. squamosa L.)
- Авокадо (2 вида — Persea americana Mill, Р. schiedeana Nees.)
- Гуайява
- Фейхоа
- Техокоте (Crataegus pubescens Stend)
- Хокоте (2 вида — Spondias purpurea L., S. mombin L.)
- Каухилоте (Parmentiera edulis DC)
- Мамей
- Сапоте (4 вида)
- Сапо-дилья (Manilkara zapotilla, Jacq. Gilly)
- Матасано (Casimiroa sapota)
- Нансе (Byrsonima crassifolia L.)
- Папайя (дынное дерево;Carica papaya L.)
- Хлебный орех (рамон; Brosimum alicastrum Swartz.)
- Питахайя (Hylocereus undatus)
- Древесный огурец
- Сливы
- Дикий виноград
- Мараньон
- Сирикоте

### Амарант
Также в пище майя имел значение амарант (аксамитник, щирица — Amaranthus cruentus L., A. leucocarpus S. Wats.; майяск. xtez). Его до сих пор выращивают и употребляют в пищу земледельцы Центральной Америки. По важности у ацтеков он занимал 3 место в выплачиваемой им дани после кукурузы и бобов. Учёные пришли к выводу, что выращивать его начали до роста популярности кукурузы, исходя из пыльцевых отложений долины Мехико. Колонизаторы запретили его выращивание с связи со связью с культовой практикой.

### Разное
Овощные культуры были важным звеном в кухне майя.
Овощные и другие культуры майя:
- Фасоль (майяск. ib, buul; Phaseolus vulgaris)
- Различные бобовые и тыквенные культуры (майяск. him, kuum, peeu-kum, ca, bux, ol; Cucurbita moschata, C. pepo L., C. ficifolia и др.)
- Томаты (майяск. ррас),
- Перец (майяск. ic; Capsicum annuum L., С. frutescens L.),
- Портулак (майяск. xucul, ah хис),
- Какао (майяск. сасаи, pec; Theobroma cacao L., Т. bicolor Humb.),
- Ваниль (майяск. ziiz-bic; Vanilla planifolia Andr.),
- Табак и махорка (майяск. kutz, kuutz; Nicotiana rustica L., V. tabacum L.).
- Агава и кактусы (майяск. cahum-ci, ci citam-ci, zac-ci, c’helem, yax-ci; Agave atrovirens Karw., A. latissima Jacobi, A. mapisaga Trel., A. jo-urcroydes Lem., A. tequilana, A. sisalana Perrine; Opuntia streptacantha Lemaire, O. megacantha, O. ficusindica L.) — выращивались не только для употребления в пищу, но и в технических целях. Как известно, сок агавы, особенно стебль, содержит большое количество глюкозидов, витаминов А и С и важных микроэлементов.

### Немаисовая пища
Майя употребляли в пищу чёрную, красную или белую фасоль, иногда с овощами или мясом. Её могли отварить в солёной воде либо же размолоть до состояния пасты. В качестве овощей в пищу употреблялись тыквы, батат, чайя, томаты, маниок, хикама, авокадо и макаль.
В периоды голода ценились любые плоды. Ланда упоминает плод под названием кумче или куумче, кора которого съедобна, а его плод «большой с толстой кожей и мягким, как смоква, содержимым». Из данного плода готовили как пищу, так и напиток.
Также Ланда говорит о койоле или кокойоле, что эти низкие и колючие пальмы «несут несколько больших гроздей круглых зеленых плодов размером с голубиное яйцо. Если снять кожицу, то остается очень твердая косточка, и, если её разбить, выходит круглое ядро величиной с лесной орех, очень вкусное и полезное в пустые времена, делают из него горячую еду, которую пьют по утрам».
Плоды рамона Ланда сравнил с «вкусными маленькими фигами». Его семена варили и употребляли, как обычные овощи, либо просушивали и мололи и заменяли таким образом маисовую муку.

## Мясо
Майя смогли одомашнить небольших гладкошёрстых собак, индюков, фазанов и голубей. Они употреблялись ими в пищу, чаще по празднествам, либо приносились в дар кому-либо или использовались как жертва богам. Для получения богатой белком пищи майя использовали охоту и рыбную ловлю.
Охотились на оленей, тапиров, пекари, ламантинов, обезьян, опоссумов, барсуков, агути, броненосцев, черепах, крокодилов, кроликов, игуан, индюков. На оленей охотились группами от 50 до 100 человек — застреливший оленя получал одну ногу, голову, шкуру, желудок и печень, а остатки делили между собой остальные. Для охоты использовали различные ловушки, луки со стрелами, копьеметалки, дротики. Отравленные стрелы майя не использовали.
На птиц охотились с помощью трубок, из которых стреляли мелкими глиняными шариками — oonteub, а также с помощью особых ловушек.
Мясо могли готовить с овощами или без. Для этого разжигались угли, на них выкладывались камни, а уже сверху — мясо для прожарки.
У охотников были свои праздники в начале охотничьих сезонов. Праздник культа оленя можно увидеть на росписи одной юкатанской вазы позднего периода.
Рыбная ловля у майя была распространена у жителей прибрежных селений и крупных озёр. Майя могли ловить и мелких анчоусов, и крупных акул. Инструментами для рыболовства были сети, крючки, гарпуны, неводы, остроги и пр. Сцены рыбной ловли можно заметить в рукописях, на гравированных костях из Тик’аля. Рыбу майя жарили, вялили, солили либо коптили. Разновидности рыб, обитающих в водах Юкатана, можно найти в трудах Ланды.
У рыболовов также был свой профессиональный праздник, в который они почитали богов Ах-К’ак'-Нешоя, Ах-Пуа и Ах-Кит-Цамаль-Кума.

## Мёд
Майя также употребляли мёд в пищу, как со своих пасек, так и собранный у диких лесных пчёл. Разводились два вида пчёл, оба без жала и меньше по размеры, чем знакомые европейцам. Ульи размещались в полых древесных стволах, сбоку было небольшое отверстие. Мёдом активно торговали.
Ланда и Ройс упоминают о празднике пчеловодов, традиционно отмечавшемся в месяце Сек.

## Напитки
- Вода

Обычная вода из источников.
- Какао

Майя размалывали в порошок зёрна какао, добавляли воду и делали горячий шоколад. Характеристика от Ланды: «противное питье для тех, кто не привык, и свежее, и вкусное, и превосходное для тех, кто его пьет регулярно».
- Шоколадный напиток

Ланда упоминает «вкусный и ценимый» напиток, для приготовления которого из какао-бобов выжимали «жир, похожий на масло» и смешивали его с маисом. Возможно, это чампуррадо или атоле из шоколада.
- Посоле

Из поджаренного и размолотого зерна готовили тесто и лепили из него шарики. Когда было необходимо сделать напиток, брали особо плотную скорлупу особого плода, растущего на дереве и разводили там тесто с помощью некоей жидкости.
«Это обычный напиток индейцев этих провинций, когда нет какао, которое является более ценным» — так описывает посоле испанский хронист Хименес.
- Атоле

Ланда также упоминает рецепт атоле, что из растёртого и разведённого в маисе «получают молоко и сгущают его на огне и делают жидкие каши по утрам, которые пьют горячими». «В то, что остается с утра, добавляют воду, чтобы пить днем, так как у них нет обычая пить одну воду», — добавляет он.
- Пиноле

Также майя готовили напиток пиноле. Для это поджаривали зёрна, растирали их в муку и разводили в воде. «Это очень освежающий напиток, когда в него добавляют немного индейского перца чиле и какао», — охарактеризовал напиток Ланда. Также он упоминает другой напиток, «свежий и вкусный», приготовляемый из сырого растертого маиса.
- Мёд

Майя умели делать особый медовый напиток — они брали пчелиный мёд, смешивали его с водой и настаивали на коре дерева Lonchocarpus longistylus Pittier и получали крепкий опьяняющий напиток — balche.
Ланда описал это так: «Они делали вино из меда и воды и определённого корня одного дерева, выращиваемого для этого, который делал вино крепким и очень вонючим» — пишет Ланда (1955, стр. 142). Ядрёный мёд пробовал и Д. Э. С. Томпсон. Описал он его цитатой из «Гамлета»: «О ужас, ужас, о страшный ужас!».
Также этот мёд майя использовали как ингредиент для других алкогольных напитков.
- Бальче

Крепкое вино со специфическим запахом, употреблялось во время религиозных празднеств.
- Пикуль-акахла

Маисовый алкогольный напиток, также для религиозных церемоний.
- Пульке

Напиток из забродившего сока агавы.
- Другое

Напитки из бобов и тыквенных зёрен.

## Приправы
В качестве приправ майя использовали соль, овощной перец, в том числе и острый чили. Важной приправой традиционно была биха, а также эпасот, влияющие не только на вкус, но и на цвет пищи. Приправы могли использоваться как отдельно, так и в составе соусов.

## Ритуальный каннибализм
У майя существовала традиция ритуального каннибализма. В некоторые празднества согласно традициям после принесения в жертву тела варили и поедали как «священное мясо». Великий жрец, правитель, знать и мелкие жрецы всегда его пробовали, а простым майя редко доставался кусок. В обычном рационе человеческое мясо не встречалось вообще.